# 2017年6月中旬臺灣暴雨
2017年6月中旬臺灣暴雨，是指臺灣於2017年6月中旬因為持續暴雨而發生的天災事件，同時也是該月繼2017年6月初臺灣暴雨後所發生的強降雨事件。為了處理該起事件，中華民國國防部派一萬八千名兵力待命，時任行政院長林全也在事件發生時視察交通部中央氣象局，瞭解相關氣象情況與因應措施。

## 構成

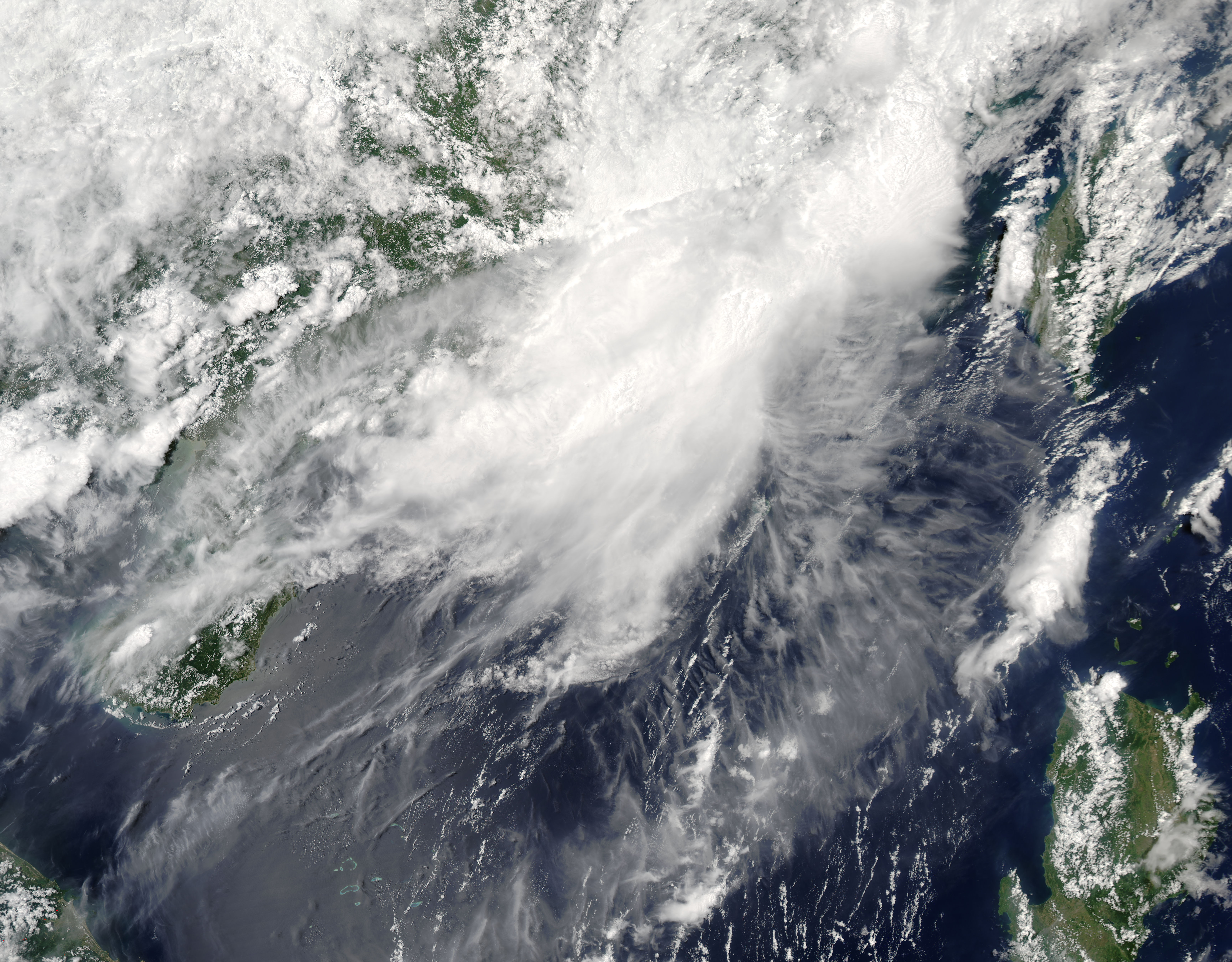
逐漸併入滯留鋒的輕度颱風莫柏

在梅雨锋面及西南气流影响下，一道具有滯留鋒性質的梅雨鋒在台灣北部形成，促成此次的暴雨事件。中國氣象局針對此鋒面影響地區發布暴雨黄色预警信号和强对流天气蓝色预警信号。臺灣交通部中央氣象局則表示此次暴雨事件是由「典型梅雨鋒面」所促成，並在梅雨鋒面影響台灣之前提醒民眾會有坍方、落石、土石流、山洪暴發及淹水發生。
前交通部中央氣象局氣象預報中心主任吳德榮表示，輕度颱風莫柏受到鋒面的垂直風切的破壞後，其殘留雲系亦成為此次滯留鋒面的一部份。中央氣象局預報員謝佩芸也表示，莫柏的殘留雲系併入台灣上空的鋒面後，與西南氣流交互作用，亦會有豪雨產生。天氣風險管理開發公司總經理彭啓明表示，此次鋒面於6月16日至6月18日為最具顯著影響時期，鋒面在此時期產生中小尺度對流胞，容易帶來強降雨。時任中央氣象局科技研究中心主任鄭明典則表示，此次梅雨季拉長的主要原因是受到負北極震盪的餘波所致。

## 災害
中央氣象局於6月12日公布降雨趨勢圖分析，表示6月13日起各地可能出現陣雨或雷雨，並有豪雨等級以上的降雨發生機率，並指出6月21日前鋒面仍尚未離開，台灣天氣依然呈現不穩定的型態。隨著鋒面影響台灣地區，經濟部水利署於6月11日開設中央災害應變中心三級災害緊急應變小組，並表示已預布1084部大型移動式抽水機至各縣市政府相互支援，且啟動全國1578位防汛護水志工及全台超過8800個企業協助水情及災情通報作業，更於6月13日下午6時成立中央災害應變中心二級災害緊急應變小組，另有10縣市成立地方災害應變中心。
受到此鋒面影響，新竹縣新豐鄉新興路與往湖口鄉大同路地下道因排水不及而淹水，高雄市桃源區勤和部落上游的布唐布那斯溪亦發生泥石流。據行政院農業委員會農糧署彙整各直轄市、縣市政府查報資料顯示，此次梅雨促成農業產物及民間設施估計約9,614萬元損失，同時為因應此次暴雨造成嚴重災情，雲林縣及嘉義縣辦理現金救助及低利貸款。

## 其他地區影響

### 香港及澳門地區
在輕度颱風莫柏侵襲後，香港天文台認為西南季風增強，亦有低壓槽在廣東沿岸地區徘徊，香港天文台再度發出紅色暴雨警告信號。臺灣交通部中央氣象局則認為輕度颱風莫柏減弱為熱帶性低氣壓並併入此次鋒面雲系中。受到此低壓槽影響，香港天文台錄得近2,700次雲對地閃電，並有多處積水。
據澳門地球物理暨氣象局資料顯示，澳門地區自6月14日開始受到西南氣流影響，翌日開始受到華南地區的低壓槽影響帶來大驟雨及雷暴，並於6月17日測得當月最高日降雨量59.2 毫米，整體影響日期至6月26日結束。

### 日本
受梅雨鋒面影響，本州東岸局部豪雨時雨量一度達80公釐，日本氣象廳表示6月21日起近畿地方到關東地方一帶將降豪雨，研判22日早上在東海地方將降下200公釐、近畿地方及甲信地方預計降下180公釐、四國地方則為150公釐。鐵路方面，由於靜岡縣、愛知縣的雨量超過規準值，東海旅客鐵道自當地時間21日中午11時30分許停駛3小時半。

## 釋義
1. ↑  「典型梅雨鋒面」指的是梅雨鋒面在台灣附近滯留，且鋒面伴隨較強的西南風或西南氣流，此種天氣型態易持續性發生豪大雨[5]。
2. ↑  「雷雨胞」是由雷雨雲不斷膨脹、互相連結，雲中氣流上下對流旺盛所形成[10]，劇烈雷雨胞亦會激發與分裂成劇烈對流胞[11]。
3. ↑  「對流胞」通常有明顯的邊界，及塊狀的組織[9]。如果對流旺盛、熱對流上升速度激烈，對流胞也可能變成「雷雨胞」[注 2][12]。

## 外部連結
- . 中华人民共和国國家氣象中心.   [2018-07-09]. （原始内容存档于2018-01-06） （中文（中国大陆））.
- (PDF). 中華民國中央氣象局.   [2018-07-09]. （原始内容存档 (PDF)于2018-01-06） （中文（臺灣））.
- . 中華民國國家災害防救科技中心.   [2018-07-10]. （原始内容存档于2018-07-10） （中文（臺灣））.
- . 水利災害應變學習中心.   [2018-07-09]. （原始内容存档于2018-07-09） （中文（臺灣））.